# Je-Vaughn Watson
Je-Vaughn Watson (Parroquia de Saint Catherine, Jamaica, 22 de octubre de 1983) es un futbolista de Jamaica. Juega de defensa y su equipo es el Humble Lions F. C. de la Liga Premier Nacional de Jamaica.

## Trayectoria

### Houston Dynamo
A mediados de 2011 pasó al Houston Dynamo, ese mismo año fue subcampeón de la Mayor League Soccer 2011. Perdió la final contra Los Angeles Galaxy. Al siguiente año repitió el plato, curiosamente perdiendo también con Los Angeles Galaxy.

### FC Dallas
A inicios de 2013 llegó al FC Dallas donde realizó sus mejores apariciones.

### New England Revolution
En la temporada 2015/2016, se unió al New England Revolution, en este equipo estuvo 2 temporadas, hasta la 16/17. En estas dos temporadas jugó 46 partidos, 27 en su primer año y 19 en el segundo, sumando un total de 3 goles, los tren en su primera temporada con este equipo.

### Charlotte Independence
En la temporada 2017/2018, se unió al Charlotte Independence, en ese equipo estuvo solo una temporada, jugando en ella 22 partidos, asestando un solo gol.

### OKC Energy
En la temporada 2018/2019, se unió al OKC Energy FC, jugando una sola temporada, con 18 partidos jugados, asestando en total un gol.

### Austin Bold
En la temporada 2019/2020, se unió al Austin Bold FC, jugando una sola temporada, con 4 partidos jugados, sin asestar ningún gol.

### Humble Lions
En la temporada 2020/2021, se unió al Humble Lions F. C., habiendo jugado 2 partidos, sin asestar goles, este es su equipo actual.

## Selección nacional
Ha sido internacional con la selección de fútbol de Jamaica; donde hasta ahora, ha jugado 94 partidos internacionales y anotó cuatro goles por dicho seleccionado.
| Club                 | Partidos | Goles |
| Selección de Jamaica | 52       | 1     |

## Clubes
| Club                     | País           | Año          | Partidos | Goles |
| Sporting Central Academy | Jamaica        | 2005-2011    | 0        | 0     |
| Houston Dynamo           | Estados Unidos | 2011-2012    | 41       | 1     |
| FC Dallas                | Estados Unidos | 2013-2015    | 78       | 6     |
| New England Revolution   | Estados Unidos | 2016-2017    | 23       | 1     |
| Charlotte Independence   | Estados Unidos | 2018         | 21       | 1     |
| Oklahoma City Energy     | Estados Unidos | 2019-resente | 16       | 0     |